# João Domingos Pinto
João Domingos Silva Pinto (* 21. November 1961 in Vila Nova de Gaia) ist ein ehemaliger portugiesischer Fußballspieler.

## Leben und Karriere
Pinto begann und beendete seine Karriere beim gleichen Verein. Er begann 1981 und beendete seine Karriere 1997. In dieser Zeit gewann er mit dem FC Porto neun portugiesische Meistertitel, vier portugiesische Pokaltitel und neun portugiesische Supercups. Er gewann 1987 gegen den CA Peñarol den Weltpokal und im gleichen Jahr den Europapokal der Landesmeister. Im Landesmeisterfinale 1987 war er Kapitän der Elf von Porto, als sie gegen FC Bayern München 2:1 gewannen. Weiters konnte er 1987 den europäischen Supercup erringen.
International spielte er 70 Mal für Portugal und erzielte ein Tor. Er nahm an der Europameisterschaft 1984 in Frankreich teil (vier Einsätze), wo Portugal im Halbfinale ausschied. Bei der Weltmeisterschaft 1986 in Mexiko nahm Pinto ebenfalls teil, Portugal schied in der Gruppenphase aus.

## Erfolge
- Europapokalsieger der Landesmeister: 1986/87
- Weltpokalsieger: 1987
- UEFA-Super-Cup-Sieger: 1987
- Portugiesischer Meister (9): 1984/85, 1985/86, 1987/88, 1989/90, 1991/92, 1992/93, 1994/95, 1995/96, 1996/97
- Portugiesischer Pokalsieger (4):  1983/84, 1987/88, 1990/91, 1993/94
- Portugiesischer Supercupsieger (9): 1981, 1983, 1984, 1986, 1990, 1991, 1993, 1994, 1996